# Thorley (Hertfordshire)
Thorley est une paroisse civile et un village du Hertfordshire, en Angleterre.